# Ceylalictus seistanicus
Ceylalictus seistanicus är en biart som först beskrevs av Blüthgen 1934.  Ceylalictus seistanicus ingår i släktet Ceylalictus och familjen vägbin. Inga underarter finns listade i Catalogue of Life.